# Heinrich XXVII. (Reuß jüngere Linie)

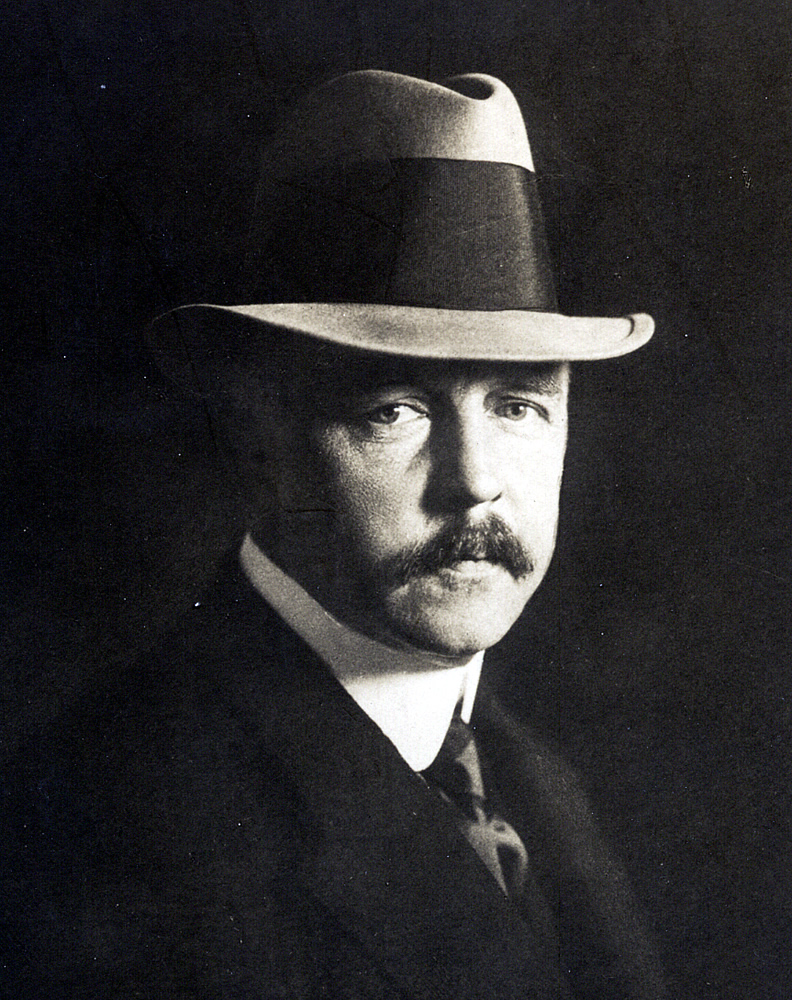
Heinrich XXVII. (ca. 1910)

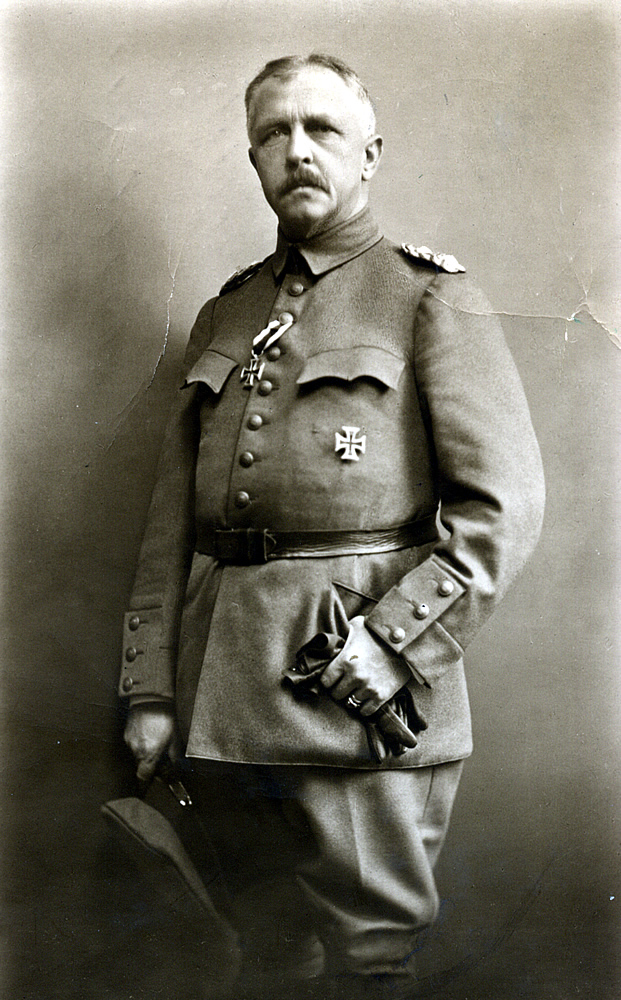
Heinrich XXVII. Fürst Reuß

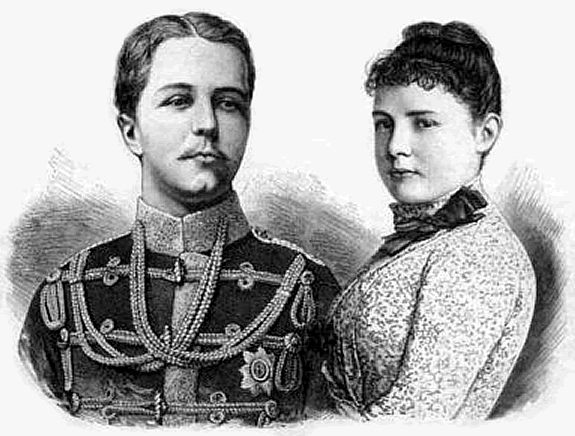
Heinrich XXVII. mit seiner Frau, Prinzessin Elise zu Hohenlohe-Langenburg (1884)

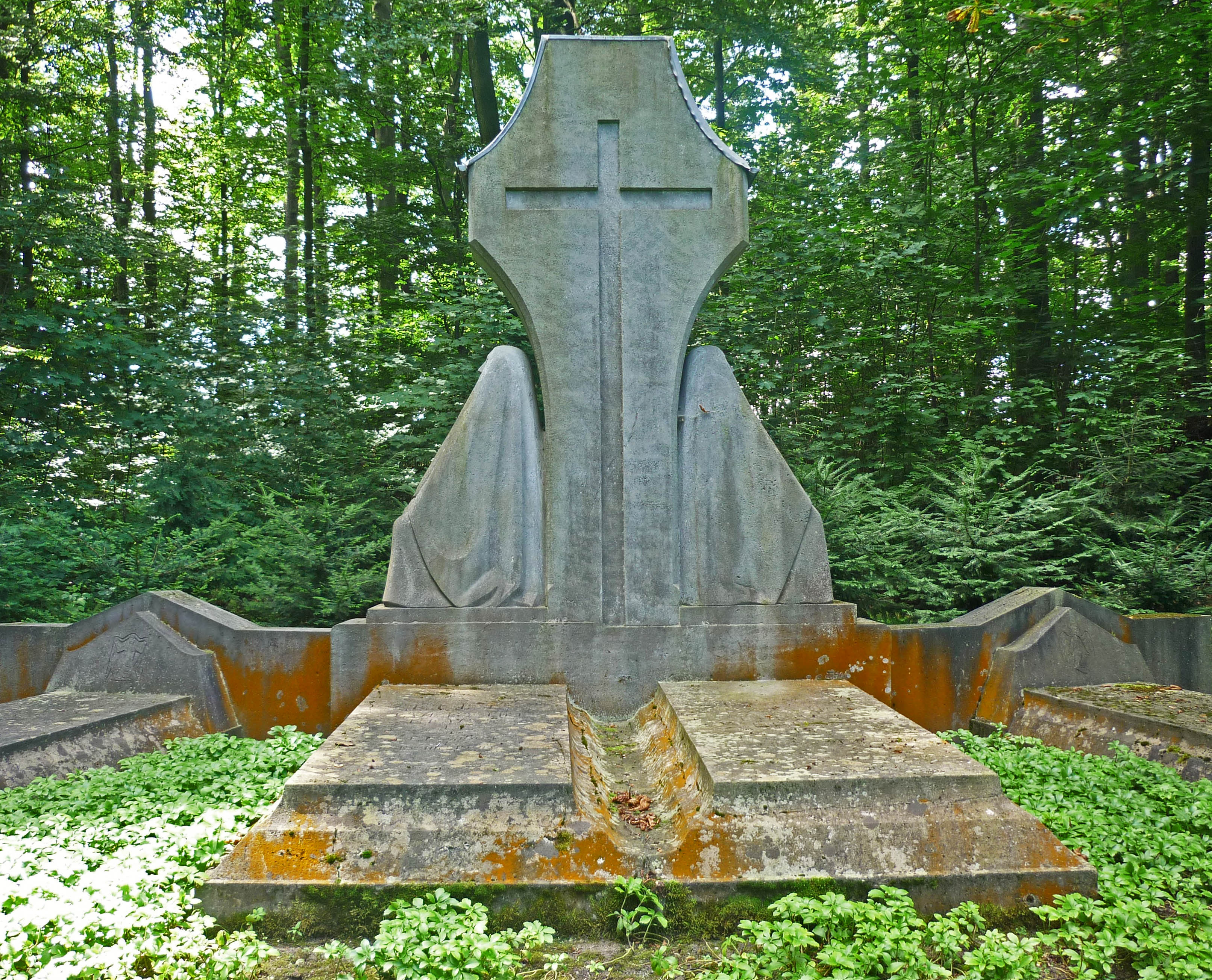
Grabmal von Heinrich XXVII. und seiner Familie im Park von Schloss Ebersdorf

Heinrich XXVII. Fürst Reuß jüngere Linie, Graf und Herr zu Plauen, Herr zu Greiz, Kranichfeld, Gera, Schleiz und Lobenstein (* 10. November 1858 in Gera; † 21. November 1928 ebenda) war von 1913 bis 1918 der letzte regierende reußische Fürst und seit 1911 preußischer General der Kavallerie.

## Leben
Heinrich XXVII. war der einzige Sohn von Fürst Heinrich XIV. und Prinzessin Agnes von Württemberg. Er besuchte das Vitzthum’sche Gymnasium in Dresden und studierte dann in den Jahren 1879 und 1880 an der Rheinischen Friedrich-Wilhelms-Universität Bonn und an der Universität Leipzig. Er war ab 1879 Mitglied des Corps Borussia Bonn.
Nach dem Studium setzte er die Offizierslaufbahn im Garde-Husaren-Regiment der Preußischen Armee fort. Er wurde Rittmeister und Eskadronchef. Am 18. Oktober 1891 schied Heinrich mit der Uniform des Regiments aus und trat zu den Offizieren à la suite der Armee über. Seit 13. September 1911 führte er den Charakter als General der Kavallerie. Während des Ersten Weltkriegs war Heinrich dem Generalkommando des XI. Armee-Korps zugeteilt.
Heinrich XXVII. führte bereits ab 1892 weitgehend und ab 1908 vollständig die Regierungsgeschäfte für seinen Vater Heinrich XIV., erhielt jedoch erst mit dessen Tod im März 1913 den Fürstentitel. Er galt als konservativer als der Vater.
Als Erbprinz engagierte sich Heinrich XXVII. für den Bau des 1902 eröffneten neuen Fürstlichen Hoftheaters in Gera. Bevor Heinrich Seeling den Zuschlag für Planung und Bau des Theaters erhielt, unternahmen Architekt und Erbprinz eine gemeinsame Besichtigungsreise zu Seelings Theaterbauten (Stadttheater Rostock, Stadttheater Bromberg, Stadttheater Halle und Stadttheater Frankfurt am Main). Von 1911 bis 1913 ließ Heinrich mit dem Bau eines neuen Westflügels die letzten großen Ausbauarbeiten am Schloss Osterstein in Gera vornehmen.
Wie zuvor bereits sein Vater war Heinrich XXVII. nicht nur regierender Fürst Reuß jüngerer Linie, sondern führt als Regent auch die Regierungsgeschäfte im Fürstentum Reuß älterer Linie, wo es nach dem Tod von Heinrich XXII. im Jahr 1902 keinen regierungsfähigen Nachfolger mehr gab. Der einzige Erbe Heinrich XXIV. war infolge eines Unfalls schwerbehindert.
Am 10. November 1918, seinem 60. Geburtstag, musste Heinrich XXVII. infolge der Novemberrevolution abdanken. Persönlich blieb er weitgehend unbehelligt, durfte seinen Wohnsitz im Schloss Osterstein behalten und besuchte nur wenige Tage nach seiner Abdankung eine Aufführung im Hoftheater. Im Dezember 1919 einigten sich der Volksstaat Reuß und das ehemalige Fürstenhaus auf die Aufteilung des fürstlichen Domänenvermögens. Demnach fielen 5394 Hektar Grundbesitz an den Staat, darunter Schloss Schleiz, Schloss Tinz und Schloss Hirschberg. Hingegen blieben 10.820 Hektar beim Fürstenhaus, einschließlich des Schlosses Osterstein und des Neuen Schlosses Lobenstein. Heinrich wurde zudem Ehrenvorsitzender der neu gegründeten Reußischen Anstalt für Kunst und Volkswohlfahrt, auf die auch das bisherige Hoftheater überging.
Heinrich XXVII. starb kurz nach seinem 70. Geburtstag im November 1928 auf Schloss Osterstein. Er wurde zunächst in der dortigen Schlosskapelle aufgebahrt, dann nach Schleiz überführt und am 26. November 1928 in der Familiengruft in der Bergkirche St. Marien beigesetzt. Seine Witwe Elise überlebte ihn nur um vier Monate. 1931 ließ der einzige überlebende Sohn Heinrich XLV. die sterblichen Überreste seiner Eltern und seiner beiden Brüder in ein von Ernst Barlach geschaffenes Familiengrab im Park von Schloss Ebersdorf umbetten.

## Ehe und Nachkommen
Heinrich XXVII. heiratete 1884 Prinzessin Elise zu Hohenlohe-Langenburg und hatte mit ihr fünf Kinder:
- Viktoria Feodora (1889–1918)

⚭ 1917 Herzog Adolf Friedrich zu Mecklenburg
- Luise Adelheid (1890–1951)
- Heinrich XL. (*/† 1891)
- Heinrich XLIII. (1893–1912)
- Heinrich XLV. (1895–1945)

Nachdem im Jahr 1927 mit dem Tod von Heinrich XXIV. die ältere Linie des Hauses Reuß erloschen war, starb mit dem Tod von Heinrichs Sohn Heinrich XLV. im Jahr 1945 auch die jüngere Linie aus. Alle heute noch lebenden Angehörigen des Hauses Reuß entstammen der ehemals apanagierten Seitenlinie Reuß-Köstritz. Über die älteste Tochter Viktoria Feodora und deren Tochter Woizlawa-Feodora Herzogin zu Mecklenburg, die wiederum ins Haus Reuß(-Köstritz) einheiratete, hat Heinrich XXVII. jedoch lebende Nachkommen, die den Namen Prinz bzw. Prinzessin Reuß tragen.

## Auszeichnungen
1884 wurde Heinrich XXVII. das Großkreuz des Ordens der Württembergischen Krone verliehen.